# 가상 입자
가상 입자(假想粒子, virtual particle)란 파인먼 도표형 안에 들어 있는 전파인자를 일컫는다. 단기간 불확정성 원리에 의하여 존재하는 입자의 일종으로 해석할 수 있다.
가상입자는 해당하는 실재(實在) 입자와 다른 질량을 가질 수 있고, 비현실적인 자유도를 가질 수 있다. 예를 들어 실재 광자는 무질량이고 가로 자유도만 가지지만 (횡파), 가상 광자는 질량을 가질 수 있고, 이에 따라 세로 자유도와 시간꼴 자유도를 가진다. 이렇게 가상 입자가 실재 입자와 다른 질량을 가지는 경우, 질량껍질을 떠났다고 표현한다. 가상 입자는 실재 입자와 같이 사차원 운동량을 보존하고, 그 밖의 다른 보존법칙도 따른다.

## 같이 보기
- 가상 상태(virtual state)
- 진공 상태(vacuum state)
- 자유 공간(free space)
- QCD 진공
- 카시미르 효과